# Iijärvi (Iijoki)
Der Iijärvi ist ein See in der Gemeinde Kuusamo in der finnischen Landschaft Nordösterbotten.
Der Iijärvi liegt etwa 20 km südlich von Kuusamo. Es handelt sich um einen langgestreckten See, der in Ost-West-Richtung etwa 15 Kilometer misst.
Die Wasserfläche beträgt 20,54 Quadratkilometer. Der See liegt auf einer Höhe von 254,1 Metern. Der Iijärvi gilt als Ursprung des Iijoki, welcher ihn an dessen Südufer verlässt.